# Ahornboden

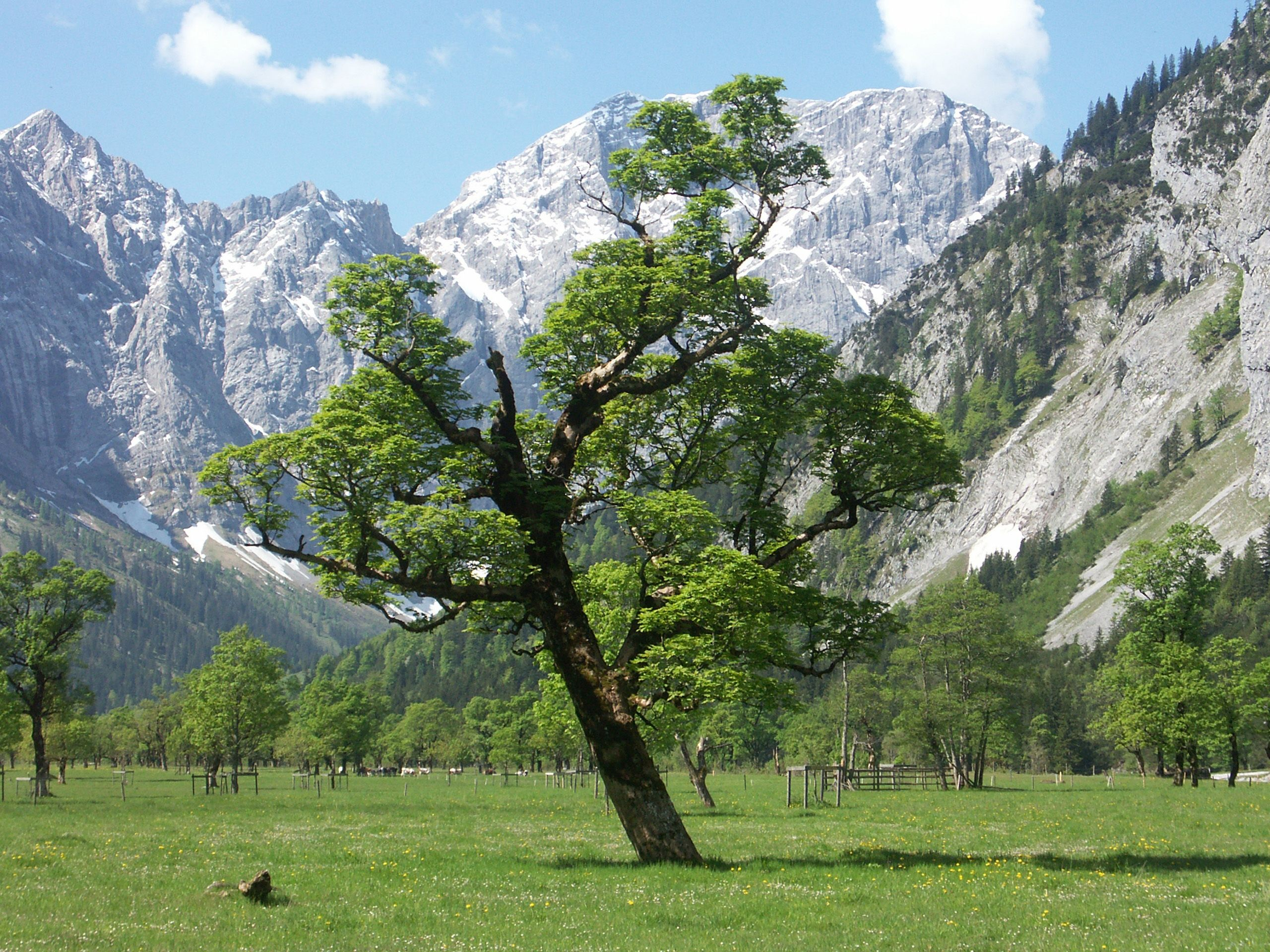
Großer Ahornboden với Grubenkarspitze

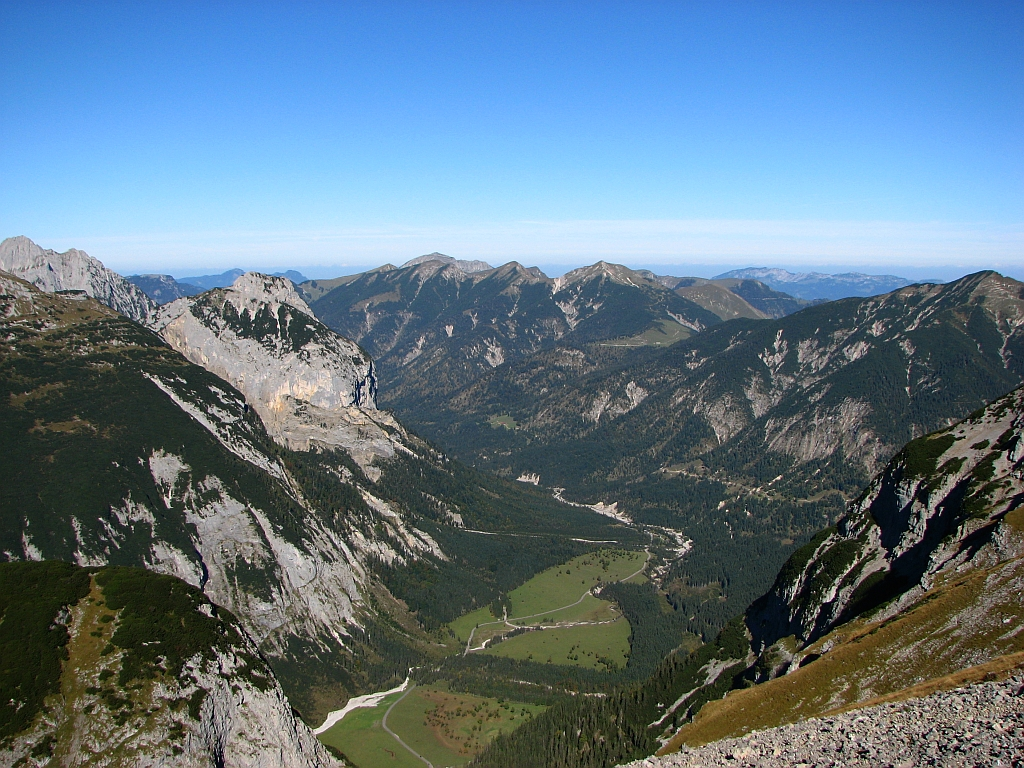
Ahornboden nhìn từ Sonnjoch-Westflanke

Großer và Kleine Ahornboden là hai khu đồng cỏ trên núi cao có cảnh quan đầy ấn tượng với những cây phong già ở phía bắc Karwendel. Cả hai vùng đều nằm ở Áo và là một phần của cảnh quan và khu bảo tồn thiên nhiên Tirol-Bayern (từ năm 1928).

## Großer Ahornboden

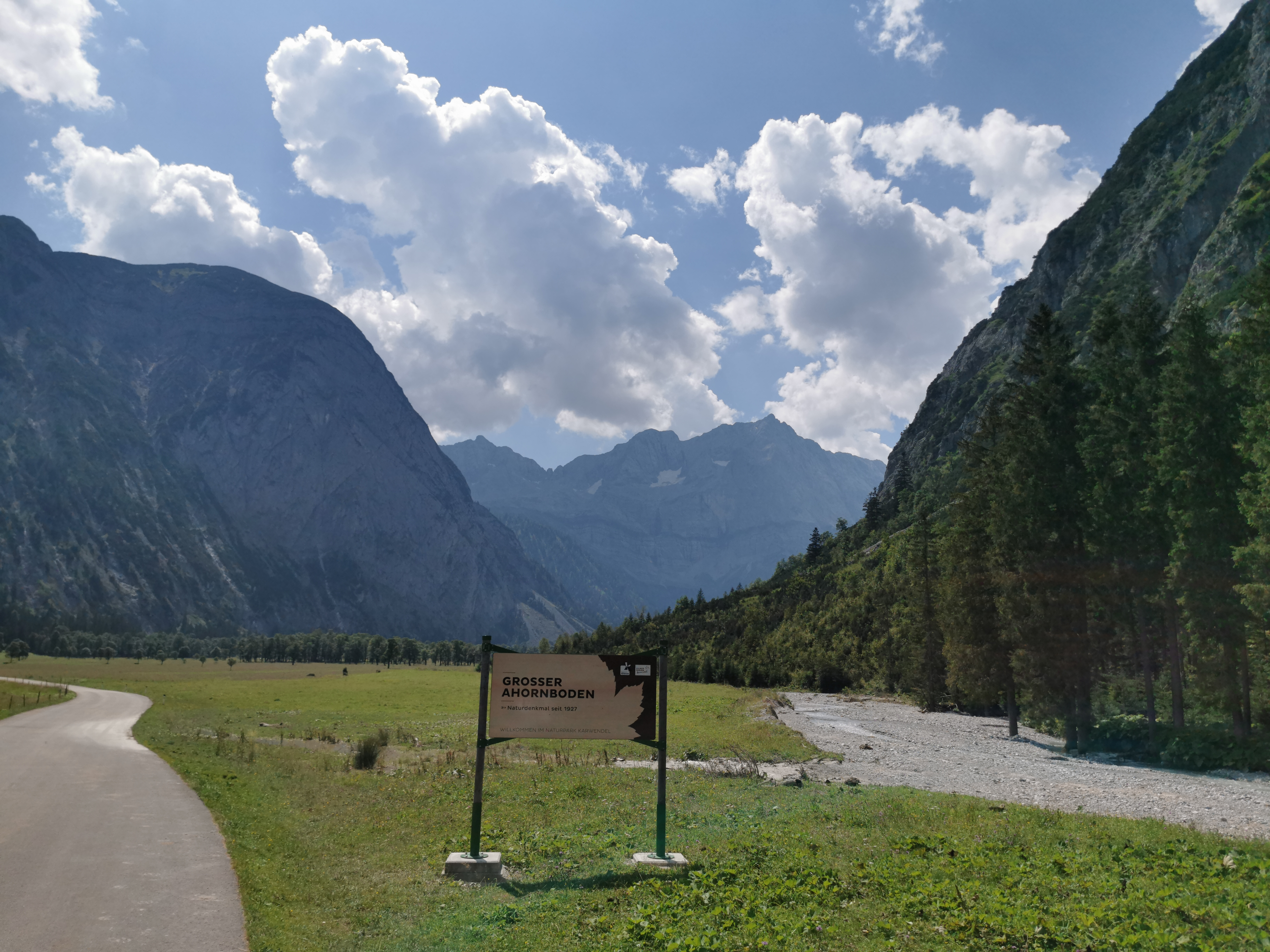
Bảng „Großer Ahornboden“

Großer Ahornboden nằm ở cuối thung lũng Riss, Enger Tal, ngay trước làng Eng từ 1080 đến 1.300 m (AA) trong xã Vomp (huyện Schwaz). Đã có người cư trú ở đây vào năm 4500 trước Công nguyên. Năm 1927, "những cây phong gần Eng ở Großer Ahornboden được công nhận là di tích tự nhiên; nó là một trong những di tích tự nhiên được bảo vệ lâu đời nhất vẫn còn tồn tại ở Tirol.   Vào ngày 20 tháng 12 năm 1988, Großer Ahornboden được chỉ định là khu vực bảo vệ cảnh quan, có diện tích 267,28 ha.   Nó cũng là một phần của Công viên Alpine Karwendel. Khu vực này có rất nhiều cây phong từ 300 đến 600 tuổi. Năm 1966, người ta đếm được tới 2409 cây. 